# Хотульов Данило Дмитрович
Данило Дмитрович Хотульов (рос. Дани́ла Дми́триевич Хотулёв, нар. 1 жовтня 2002, Оренбург, Росія) — російський футболіст, центральний захисник клубу «Зеніт».
На правах оренди грає у клубі «Оренбург».

## Ігрова кар'єра

### Клубна
Данило Хотульов почав займатися футболом у рідному місті Оренбург. У 2017 році він переїхав до Санкт - Петербурга, де приєднався до академії «Зеніта». Починав грати на позиції лівого захисника але згодом перемістився у центральну зону.
У березні 2019 року футболіст дебютував у молодіжній першості країни. Також брав уачсть у Юнацькій лізі УЄФА. У 2020 році Хотульов вперше вийшов на поле у складі «Зеніт-2». 
У лютому 2022 року Данило Хотульов відправився в оренду у клуб «Оренбург». Термін оренди розрахований до кінця сезону 2022/23.

### Збірна
З 2017 по 2018 роки Данило Хотульов виступав за юнацькі збірні Росії.

## Титули
Зеніт
 Чемпіон Росії (2): 2020/21, 2021/22
Оренбург
- Бронзовий призер ФНЛ: 2021/22

## Приватне життя
Молодший брат Данила також займається футболом. Молодша сестра - художньою гімнастикою.